# Collegio di Wolverhampton South West
Wolverhampton South West è stato un collegio elettorale situato nelle Midlands Occidentali, e rappresentato alla Camera dei comuni del Parlamento del Regno Unito. Eleggeva un membro del parlamento con il sistema first-past-the-post, ossia maggioritario a turno unico; il collegio è stato abolito in occasione della revisione periodica del 2024.

## Estensione
- 1950–1955: i ward del County Borough di Wolverhampton di Blakenhall and St John's, Graiseley, Penn, St George's, St Mark's and Merridale, St Matthew's e St Philip's.
- 1955–1974: come sopra, più Park.
- 1974–1983: i ward del County Borough di Wolverhampton di Graiseley, Merry Hill, Park, Penn, St Peter's, Tettenhall Regis e Tettenhall Wightwick.
- 1983–2010: i ward del Metropolitan Borough come sopra
- 2010–2024: i ward della Città di Wolverhampton come sopra

## Membri del parlamento
| Elezione | Elezione        | Deputato         | Partito          |
| -------- | --------------- | ---------------- | ---------------- |
|          | 1950            | Enoch Powell     | Conservatore     |
| Feb 1974 | Nicholas Budgen |                  | Conservatore     |
|          | 1997            | Jenny Jones      | Laburista        |
| 2001     | Rob Marris      |                  | Laburista        |
|          | 2005            | Paul Uppal       | Conservatore     |
|          | 2015            | Rob Marris       | Laburista        |
| 2017     | Eleanor Smith   |                  | Laburista        |
|          | 2019            | Stuart Anderson  | Conservatore     |
|          | 2024            | Collegio abolito | Collegio abolito |

## Elezioni

### Elezioni negli anni 2010
| Partito                    | Partito                                           | Candidato                  | Risultati 12 dicembre 2019 | Risultati 12 dicembre 2019 |
| Partito                    | Partito                                           | Candidato                  | Voti                       | %                          |
| -------------------------- | ------------------------------------------------- | -------------------------- | -------------------------- | -------------------------- |
|                            | Conservatore                                      | Stuart Anderson            | 19 864                     | 48,29                      |
|                            | Laburista                                         | Eleanor Smith              | 18 203                     | 44,25                      |
|                            | Lib Dem                                           | Bart Ricketts              | 2 041                      | 4,96                       |
|                            | Brexit                                            | Leo Grandison              | 1 028                      | 2,50                       |
|                            |                                                   |                            |                            |                            |
| Iscritti                   | Iscritti                                          | Iscritti                   | 60 895                     | 100,00                     |
| ↳ Votanti (% su iscritti)  | ↳ Votanti (% su iscritti)                         | ↳ Votanti (% su iscritti)  | 41 136                     | 67,55                      |
| ↳ Astenuti (% su iscritti) | ↳ Astenuti (% su iscritti)                        | ↳ Astenuti (% su iscritti) | 19 759                     | 32,45                      |
|                            |                                                   |                            |                            |                            |
|                            | Esito: collegio passa da Laburista a Conservatore |                            |                            |                            |

| Partito                    | Partito                                | Candidato                  | Risultati 8 giugno 2017 | Risultati 8 giugno 2017 |
| Partito                    | Partito                                | Candidato                  | Voti                    | %                       |
| -------------------------- | -------------------------------------- | -------------------------- | ----------------------- | ----------------------- |
|                            | Laburista                              | Eleanor Smith              | 20 899                  | 49,35                   |
|                            | Conservatore                           | Paul Uppal                 | 18 714                  | 44,19                   |
|                            | UKIP                                   | Rob Jones                  | 1 012                   | 2,39                    |
|                            | Lib Dem                                | Sarah Quarmby              | 784                     | 1,85                    |
|                            | Verdi                                  | Andrea Cantrill            | 579                     | 1,37                    |
|                            | Indipendente                           | Jagmeet Singh              | 358                     | 0,85                    |
|                            |                                        |                            |                         |                         |
| Iscritti                   | Iscritti                               | Iscritti                   | 60 143                  | 100,00                  |
| ↳ Votanti (% su iscritti)  | ↳ Votanti (% su iscritti)              | ↳ Votanti (% su iscritti)  | 42 461                  | 70,60                   |
| ↳ Astenuti (% su iscritti) | ↳ Astenuti (% su iscritti)             | ↳ Astenuti (% su iscritti) | 17 682                  | 29,40                   |
|                            |                                        |                            |                         |                         |
|                            | Esito: collegio confermato a Laburista |                            |                         |                         |

| Partito                    | Partito                                           | Candidato                  | Risultati 7 maggio 2015 | Risultati 7 maggio 2015 |
| Partito                    | Partito                                           | Candidato                  | Voti                    | %                       |
| -------------------------- | ------------------------------------------------- | -------------------------- | ----------------------- | ----------------------- |
|                            | Laburista                                         | Rob Marris                 | 17 374                  | 43,21                   |
|                            | Conservatore                                      | Paul Uppal                 | 16 573                  | 41,22                   |
|                            | UKIP                                              | Dave Everett               | 4 310                   | 10,72                   |
|                            | Verdi                                             | Andrea Cantrill            | 1 058                   | 2,63                    |
|                            | Lib Dem                                           | Neale Upstone              | 845                     | 2,10                    |
|                            | Indipendente                                      | Brian Booth                | 49                      | 0,12                    |
|                            |                                                   |                            |                         |                         |
| Iscritti                   | Iscritti                                          | Iscritti                   | 60 373                  | 100,00                  |
| ↳ Votanti (% su iscritti)  | ↳ Votanti (% su iscritti)                         | ↳ Votanti (% su iscritti)  | 40 209                  | 66,60                   |
| ↳ Astenuti (% su iscritti) | ↳ Astenuti (% su iscritti)                        | ↳ Astenuti (% su iscritti) | 20 164                  | 33,40                   |
|                            |                                                   |                            |                         |                         |
|                            | Esito: collegio passa da Conservatore a Laburista |                            |                         |                         |

| Partito                    | Partito                                           | Candidato                  | Risultati 6 maggio 2010 | Risultati 6 maggio 2010 |
| Partito                    | Partito                                           | Candidato                  | Voti                    | %                       |
| -------------------------- | ------------------------------------------------- | -------------------------- | ----------------------- | ----------------------- |
|                            | Conservatore                                      | Paul Uppal                 | 16 344                  | 40,70                   |
|                            | Laburista                                         | Rob Marris                 | 15 653                  | 38,98                   |
|                            | Lib Dem                                           | Robin Lawrence             | 6 430                   | 16,01                   |
|                            | UKIP                                              | Amanda Mobberley           | 1 487                   | 3,70                    |
|                            | Equal Parenting Alliance                          | Raymond Barry              | 246                     | 0,61                    |
|                            |                                                   |                            |                         |                         |
| Iscritti                   | Iscritti                                          | Iscritti                   | 59 145                  | 100,00                  |
| ↳ Votanti (% su iscritti)  | ↳ Votanti (% su iscritti)                         | ↳ Votanti (% su iscritti)  | 40 160                  | 67,90                   |
| ↳ Astenuti (% su iscritti) | ↳ Astenuti (% su iscritti)                        | ↳ Astenuti (% su iscritti) | 18 985                  | 32,10                   |
|                            |                                                   |                            |                         |                         |
|                            | Esito: collegio passa da Laburista a Conservatore |                            |                         |                         |

### Elezioni negli anni 2000
| Partito                    | Partito                                | Candidato                  | Risultati 5 maggio 2005 | Risultati 5 maggio 2005 |
| Partito                    | Partito                                | Candidato                  | Voti                    | %                       |
| -------------------------- | -------------------------------------- | -------------------------- | ----------------------- | ----------------------- |
|                            | Laburista                              | Rob Marris                 | 18 489                  | 44,36                   |
|                            | Conservatore                           | Sandip Verma               | 15 610                  | 37,45                   |
|                            | Lib Dem                                | Colin Ross                 | 5 568                   | 13,36                   |
|                            | UKIP                                   | Douglas Hope               | 1 029                   | 2,47                    |
|                            | BNP                                    | Edward Mullins             | 983                     | 2,36                    |
|                            |                                        |                            |                         |                         |
| Iscritti                   | Iscritti                               | Iscritti                   | 67 115                  | 100,00                  |
| ↳ Votanti (% su iscritti)  | ↳ Votanti (% su iscritti)              | ↳ Votanti (% su iscritti)  | 41 679                  | 62,10                   |
| ↳ Astenuti (% su iscritti) | ↳ Astenuti (% su iscritti)             | ↳ Astenuti (% su iscritti) | 25 436                  | 37,90                   |
|                            |                                        |                            |                         |                         |
|                            | Esito: collegio confermato a Laburista |                            |                         |                         |

| Partito                    | Partito                                | Candidato                  | Risultati 7 giugno 2001 | Risultati 7 giugno 2001 |
| Partito                    | Partito                                | Candidato                  | Voti                    | %                       |
| -------------------------- | -------------------------------------- | -------------------------- | ----------------------- | ----------------------- |
|                            | Laburista                              | Rob Marris                 | 19 735                  | 48,26                   |
|                            | Conservatore                           | David Chambers             | 16 248                  | 39,73                   |
|                            | Lib Dem                                | Mike Dixon                 | 3 425                   | 8,37                    |
|                            | Verdi                                  | Wendy Walker               | 805                     | 1,97                    |
|                            | UKIP                                   | Doug Hope                  | 684                     | 1,67                    |
|                            |                                        |                            |                         |                         |
| Iscritti                   | Iscritti                               | Iscritti                   | 65 856                  | 100,00                  |
| ↳ Votanti (% su iscritti)  | ↳ Votanti (% su iscritti)              | ↳ Votanti (% su iscritti)  | 40 897                  | 62,10                   |
| ↳ Astenuti (% su iscritti) | ↳ Astenuti (% su iscritti)             | ↳ Astenuti (% su iscritti) | 24 959                  | 37,90                   |
|                            |                                        |                            |                         |                         |
|                            | Esito: collegio confermato a Laburista |                            |                         |                         |

## Risultati dei referendum

### Referendum sulla permanenza del Regno Unito nell'Unione europea del 2016
|             | Collegio                 | Lasciare UE % | Rimanere in UE % |
| ----------- | ------------------------ | ------------- | ---------------- |
|             | Wolverhampton South West | 54,6%         | 45,4%            |
| Inghilterra | 53,3%                    | 46,7%         |                  |
| Regno Unito | 51,9%                    | 48,1%         |                  |